# Čermná v Krkonoších
Čermná (deutsch Tschermna, auch Böhmisch Rotwasser) ist eine Gemeinde in Tschechien. Sie liegt drei Kilometer nordöstlich von Hostinné und gehört zum Okres Trutnov.

## Geographie

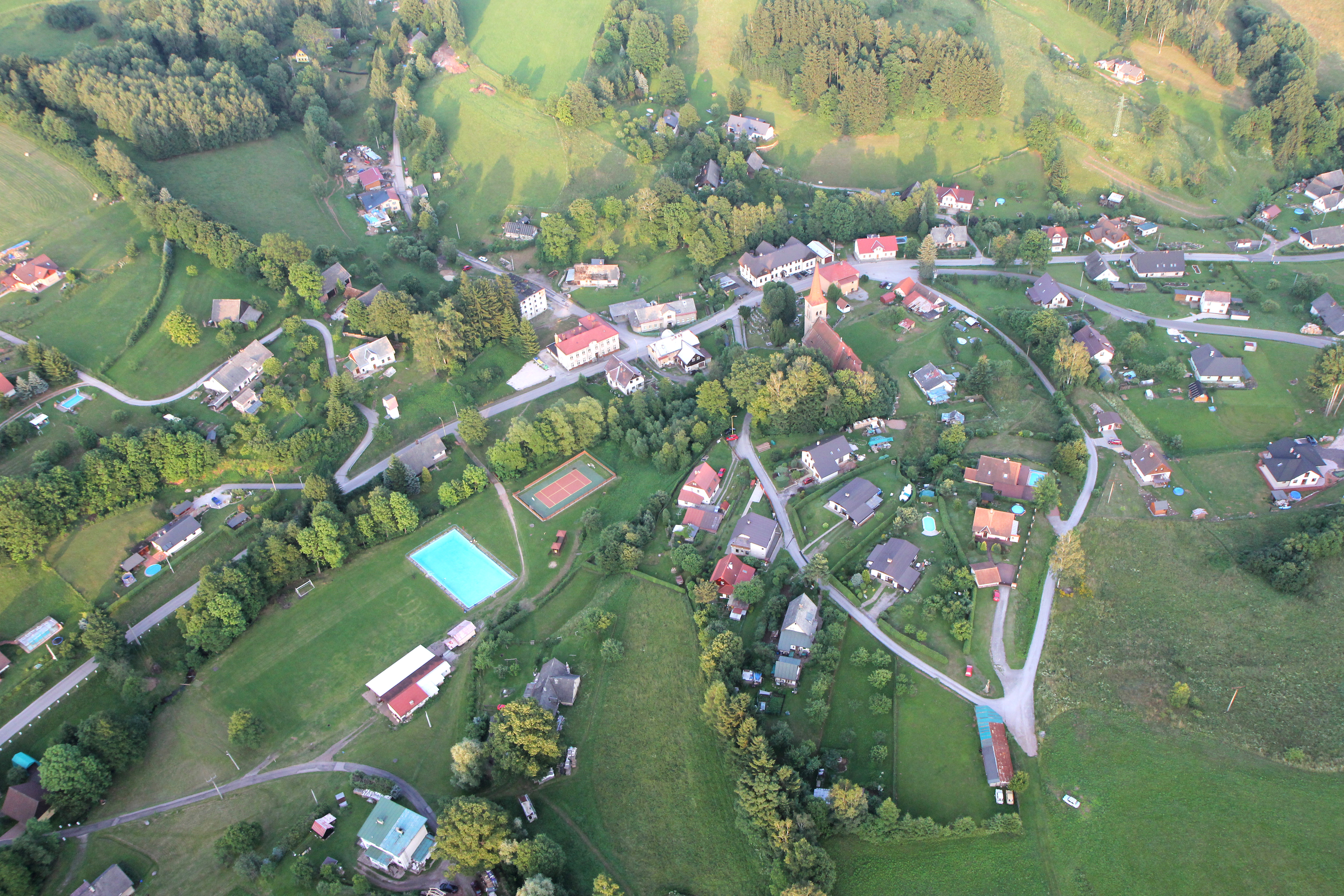
Luftbild

Čermná erstreckt sich im Riesengebirgsvorland im Tal des Baches Čermná (Rotwasser). Nördlich erheben sich die Červená výšina (Rote Höhe , 519 m) und der Čermenský vrch (493 m), im Nordosten die Kamenná (Forstergestein, 543 m), südöstlich die Kupa (Geierglockenberg, 453 m) und im Westen die Hubertova výšina (482 m).
Nachbarorte sind Janovice, Leopoldov und Javorník im Norden, Hrádeček, Jánský Dvůr und Vlčice im Nordosten, Lesní Domky und Letná im Osten, Pilníkov im Südosten, Chotěvice und Karlovka im Süden, Podhájí, Hostinné und Podháj im Südwesten, Arnultovice im Westen sowie Terezín und Rudník im Nordwesten.

## Geschichte
Das langgestreckte Waldhufendorf entstand wahrscheinlich im 13. Jahrhundert im Zuge der deutschen Kolonisation der Grenzwälder. Der Name des Ortes leitet sich vom alten slawischen Namen Červená voda für den Rotwasserbach her, in dessen Tal das Dorf angelegt wurde. Möglicherweise bestand hier auch eine slawische Siedlung, die in dem neuen Dorf aufgegangen ist.
Schon 1270 wird im Dorf der Priester Leo Pfarrer genannt, die zweite Nennung ist in einem Mitgift-Streit vor einem Prager Gericht nachweisbar, die Witwe des Abrecht von Ivanowitz als Grundherr der villa Weyckersdorff supreriori  wird genannt. Die erste schriftliche Erwähnung des slavischen Ortsnamens Czirna wurde 1362 als Besitz des Nachkommen Tyček von Ivanovice nachgewiesen. Das Dorf bildete von Anfang an ein Lehngut des landesherrlichen Trautenauer Gaus. Der Bau der St.-Wenzels-Kirche als Filialkirche der Pfarre Arnau erfolgte 1384. Im Jahre 1395 wurde der Ort als Czrmna bezeichnet. 1416 besaß Kunesch Silber oder auch Chunsche von Weykersdorf den Ort. Ab der ersten Hälfte des 15. Jahrhunderts besaß ein Zweig der Vladiken von Silber (Zilvár) das Gut. Diese ließen im Oberdorf neben der Kirche eine kleine Feste errichten. In der zweiten Hälfte des 15. Jahrhunderts erwarb die Arnauer Bürgerfamilie Zikana (Cikána) den größten Teil des Dorfes. Die Arnauer Bürgerfamilie Gerner(t) / Kerner, die mit den Zikanas verwandt waren, hatte nach den Grundherren die größten Höfe und Häuser in Tschermna. 1495 wurde das Dorf als Cermna, 1564 als Tschirne und 1698 als Tschirnau bezeichnet, wobei seit dem 17. Jahrhundert zwischen dem Ober- und Niederdorf unterschieden wurde, die beide eigene Ortssiegel führten. Die Grenze zwischen beiden Teilen lag zwischen den Häusern Nr. 78 und 79. Da die Pfarre Arnau im Zuge der Reformation lutherisch geworden war, wurden auch in Čermná zwischen 1542 und 1623 evangelische Gottesdienste abgehalten. Die Familie Zikana verkaufte das Gut Ober- und Nieder-Czirmna mit der Feste 1699 an Oktavian Vladislav/Ladislav von Waldstein (1646–1718). Vor 1785 erwarb Joseph von Bolza das Allodialgut und schloss es an die Herrschaft Arnau an. Die Feste wurde fortan dem Verfall preisgegeben und im 19. Jahrhundert abgetragen. Ab 1790 wurde der Ort als Tscherma bezeichnet. 1791 bestand das Dorf aus 106 Häusern. Nachdem Joseph von Bolzas Witwe die Herrschaft lizitieren ließ, wurde sie 1799 durch Franz Graf Deym von Střítež erworben. Bei der 1805 vorgenommenen Neunummerierung der Häuser wurden 143 Wohnhäuser gezählt. Nach dem Tode Franz Deym Graf von Střítež ging die Herrschaft 1832 an dessen gleichnamigen Sohn über. 1834 bestand das Dorf aus 159 Häusern und hatte 1016 Einwohner. Außer der Feste bestanden eine Mühle sowie ein Brauhaus. Ab 1835 wurde der Ortsname Tschermna verwendet. Bis zur Mitte des 19. Jahrhunderts blieb Tschermna immer ein mit der Herrschaft Arnau verbundenes Allodialgut.
Nach der Aufhebung der Patrimonialherrschaften wurden Ober Tschermna / Horní Čermná und Nieder Tschermna / Dolní Čermná zu einer Gemeinde Tschermna / Čermná im Gerichtsbezirk Arnau bzw. im Bezirk Hohenelbe. vereinigt. 1860 wurde in Tschermna eine eigene Pfarre eingerichtet und durch den Baumeister Franz Siedler aus Mohren ein Pfarrhaus errichtet. Die Kirche und die Friedhofsmauer waren zu diesem Zeitpunkt sehr schadhaft, so dass drei Jahre später Instandsetzungsarbeiten erfolgten. Beim Zensus von 1910 lebten in Tschermna 1119 Menschen, diese gehörten sämtlich der deutschen Volksgruppe an und waren durchweg Katholiken. Die Kirche musste 1910 baupolizeilich gesperrt werden und wurde 1913 abgerissen. 1917 wurde an ihrer Stelle ein Neubau errichtet und geweiht. 1930 hatte die Gemeinde 1038 Einwohner, 1939 waren es 1024. Infolge des Münchner Abkommens wurde Tschermna 1938 dem Deutschen Reich angeschlossen und gehörte bis 1945 zum Landkreis Hohenelbe. Nach dem Zweiten Weltkrieg kam der Ort zur Tschechoslowakei zurück. Infolge der Vertreibung deutscher Bewohner ging die Einwohnerzahl stark zurück. Nach der Aufhebung des Okres Vrchlabí wurde Čermná mit Beginn des Jahres 1961 dem Okres Trutnov zugeordnet.

## Ortsgliederung

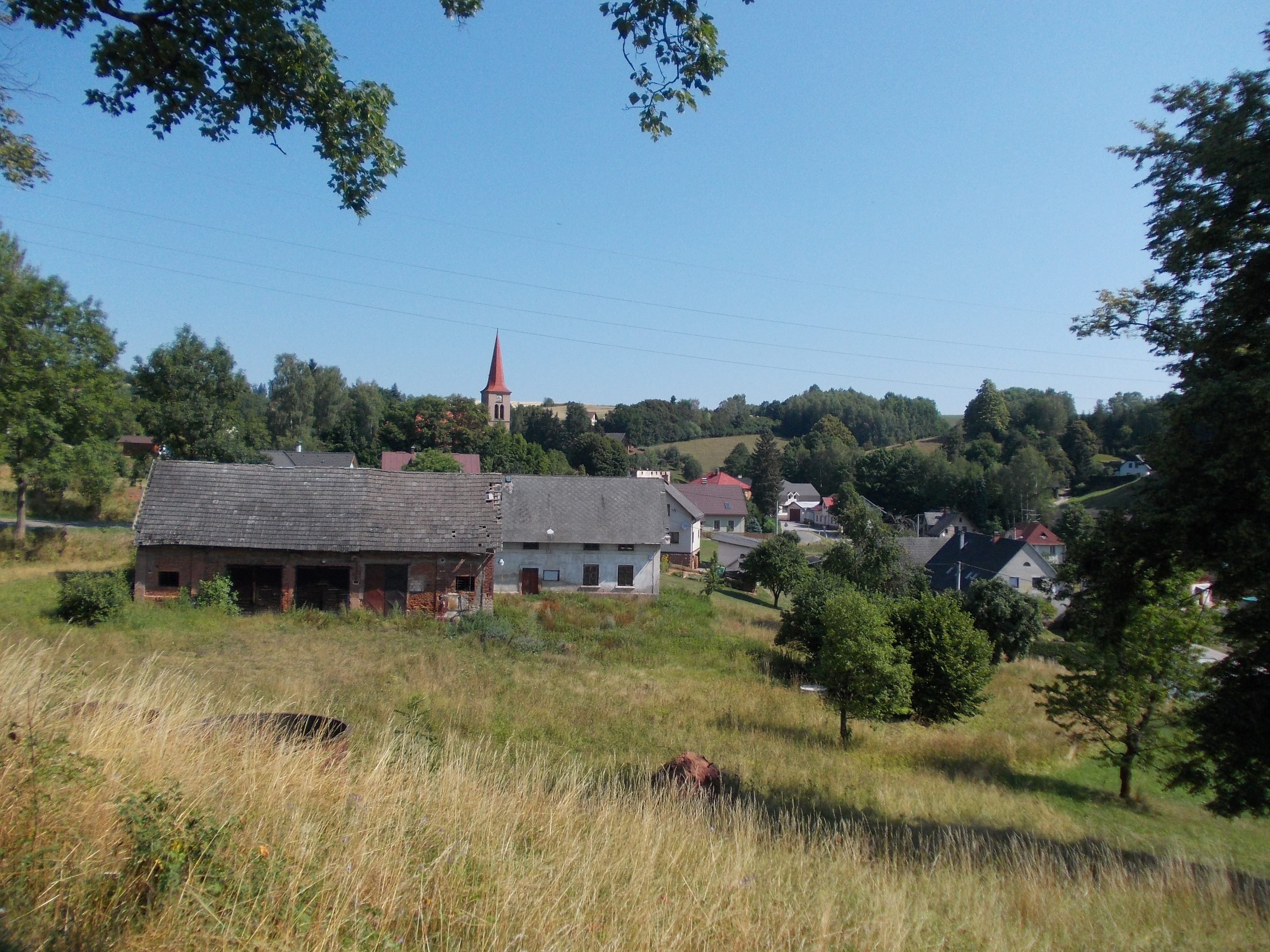
Überblick von Südwest

Für die Gemeinde Čermná sind keine Ortsteile ausgewiesen. Čermná besteht aus den Ortslagen Dolní Čermná (Nieder Tschermna) und Horní Čermná (Ober Tschermna) sowie den Ansiedlungen Lesní Domky (Buschhaus) und Podhájí (Buschhäuser).

## Sehenswürdigkeiten
- Filialkirche des hl. Wenzel, der neogotische Bau entstand 1915–1916 nach Plänen des Arnauer Zivil-Geometers Otto Friedler anstelle des 1913 abgebrochenen alten Kirchleins aus dem Jahre 1384
- Statue des hl. Johannes von Nepomuk, aus dem 18. Jahrhundert
- Dreifaltigkeitssäule, geschaffen Anfang des 19. Jahrhunderts
- Gezimmerte Häuser in Volksbauweise

## Namen der deutschen Bevölkerung
Die typischen Namen der Gebirgsbauern waren Adolf, Buchberger, Erlebach, Fischer, Goder, Kraus, Lahr, Renner und Zinnecker. Die Hohenelber waren Bittner, Ettel, Ettrich, Erben, Gottstein, Mähwald und Seidel, Langenauer Namen waren Burkert, Graf und Schreier. Hermannseifner Namen waren Fries, Drescher, Klug, Patzelt und Riedel. Kerner, Nagel, Purmann wohnten in Tschermna, Kuhn, Langner und Rummler gab es in Kottwitz. In Arnau (1921) herrschten die alten deutschen Namen Gernert, Richter und andere infolge bedeutender Zu- und Abwanderung (Exulanten) nicht mehr vor.

## Persönlichkeiten
- Erwin Patzelt (1924–2022), Ethnologe